# Герб Сан-Жуана-да-Мадейри
Ге́рб Са́н-Жуа́на-да-Маде́йри — офіційний символ міста Сан-Жуан-да-Мадейра, Португалія. Використовується як територіальний герб. Щит розтятий на праву срібну і ліву зелену частини. У першій частині червоний завод із трубами, у другій — золотий сніп пшениці, перев'язаний золотом. У чорній главі золотий напис великими літерами «labor» (праця). Щит увінчує срібна мурована міська корона з п'ятьма вежами.  Під щитом біла стрічка, на якій великими літерами напис португальською: «cidade de S. João da Madeira» (місто Сан-Жуан-да-Мадейра).  Офіційно затверджений 1926 року.  

## Галерея

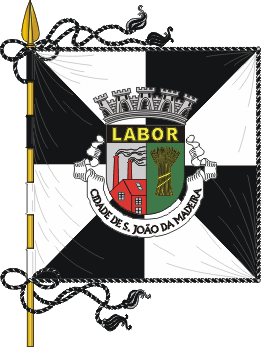
Прапор